# نبیل بالشاوش
نبیل بالشاوش (انگلیسی: Nabil Bechaouch؛ ۱۹۷۰ – ۷ اکتبر ۲۰۲۰) بازیکن فوتبال اهل تونس بود.
وی همچنین در تیم ملی فوتبال تونس بازی کرده‌است.